# 2012년 하계 올림픽 양궁 남자 개인
2012년 하계 올림픽 양궁 남자 개인은 2012년 하계 올림픽 양궁의 4개 종목 중 하나이다.

## 대회 방식
남자 개인 종목은 여타 양궁 종목과 같이 리커브식 양궁에 해당되는 종목으로, 세계 양궁 연맹이 승인한 70m 거리와 규칙에 따라 치러진다. 참가 선수는 총 64명이다. 대회는 랭킹 라운드로 시작되며 각 선수당 72발의 기회가 주어진다. 랭킹 라룬드에서 얻은 점수에 따라 개인 예선전 그룹에 선수들을 각각 시드 배치한다. 각각의 경기는 한 선수당 3발씩 5세트로 이뤄진다. 각 세트에서 최고점을 기록한 쪽이 해당 세트를 이기며 2점이 부여된다. 동점이 될 경우에는 두 선수 모두 1점씩 얻는다. 이렇게 점수를 쌓아 6점에 먼저 도달하는 선수가 해당 경기를 이긴다. 다섯 세트가 치러지고 나서도 5-5로 동점이 된다면 마지막으로 한발씩 쏘면서 가장 가운데에 가깝게 맞춘 선수가 승리한다.